# 6308 Ebisuzaki
A 6308 Ebisuzaki (ideiglenes jelöléssel 1990 BK) a Naprendszer kisbolygóövében található aszteroida. Kusida Josio és Muramacu Oszamu fedezte fel 1990. január 17-én.